# TW Волопаса
TW Волопаса (лат. TW Boötis) — двойная звезда в созвездии Волопаса на расстоянии приблизительно 4506 световых лет (около 1382 парсеков) от Солнца. Видимая звёздная величина звезды — от +11,68m до +10,63m.

## Характеристики
Первый компонент — жёлто-белая пульсирующая переменная звезда типа RR Лиры (RRAB)* спектрального класса F0-F9, или F5. Масса — около 2,306 солнечных, радиус — около 4,729 солнечных, светимость — около 42,607 солнечных. Эффективная температура — около 6746 K.
Второй компонент — коричневый карлик. Масса — около 76,06 юпитерианских. Удалён на 1,976 а.е..